# Karl Arndt (Mediziner)
Karl Ludwig Siegfried Arndt (* 1. April 1889 in Fürstenberg (Oder); † nach 23. Januar 1943, vermisst in Stalingrad) war ein deutscher Mediziner und Sanitätsoffizier.

## Leben
Arndt trat am 1. April 1909 in die Preußische Armee ein, war aber nach dem Krieg nicht in die Reichswehr übernommen worden.
Im Zuge der allgemeinen Mobilmachung ab 1938 wurde er, ab 1. April 1935 Oberstabsarzt, reaktiviert und wurde am 1. Januar 1938 Oberfeldarzt in der Sanitätsstaffel Liegnitz der Sanitäts-Abteilung 18. Ab dem 26. August 1939 war er Divisionsarzt der 62. Infanterie-Division. Am 1. November 1940 wurde er Oberstarzt. Zum 14. Juli 1942 stieg er zum Korpsarzt des LI. Armee-Korps auf, in dessen Reihen Arndt am deutschen Angriff auf Stalingrad beteiligt war. Dort verlor sich in den letzten Kampftagen im Januar 1943 seine Spur.
Postum wurde er am 1. Oktober 1944 zum Generalarzt ernannt.